# Anders Sydborg
Anders Carl Bertil Sydborg, född Svärdvik 25 oktober 1971 i Överums församling i Kalmar län, är en före detta egenföretagare, godsägare och miljonär från Norrköping. I samband med covid-19-pandemin i Sverige blev Sydborg känd som vaccinationsmotståndare.
Sydborg var med i Kanal 5:s program Svenska miljonärer år 2012, när han bodde på Ållonö slott. Slottet såldes dock exekutivt till följd av Sydborgs personliga konkurs.

## Biografi
Anders Sydborg gjorde sig förmögen under 1990-talet på att insamla värdefullt skrot i sitt företag Kista Metall, och senare för en rad uppfinningar som kunde användas för detta ändamål. År 2004 dömdes han för skatte- och bokföringsbrott till fängelse (vilket avtjänades genom samhällstjänst). År 2013 uppdagades det att Sydborg hade en obetald skatteskuld på 13 miljoner kronor, och år 2014 försattes Sydborg i personlig konkurs. Till följd av det såldes slottet Ållonö som han tidigare ägt.
Efter sin personliga konkurs har Sydborg gjort sig känd för att torgföra vissa konspirationsteorier. I samband med covid-19-pandemin i Sverige profilerade sig Sydborg som vaccinationsmotståndare. Sydborg kritiserade då Folkhälsomyndighetens rekommendationer om vaccinering och menade bland annat att covid-19-vaccinen endast var ett storskaligt mänskligt experiment.
Sedan 2018 är Sydborg även en uttalad kritiker mot elektromagnetisk strålning, särskilt 5G, och menar att den har skadliga inverkningar på människor.